# Llamellín
A cidade peruana de Llamellín é a capital da Província de Antonio Raimondi, situada no Departamento de Ancash, pertencente a Região de Ancash, Peru.